# Stig Sjödin

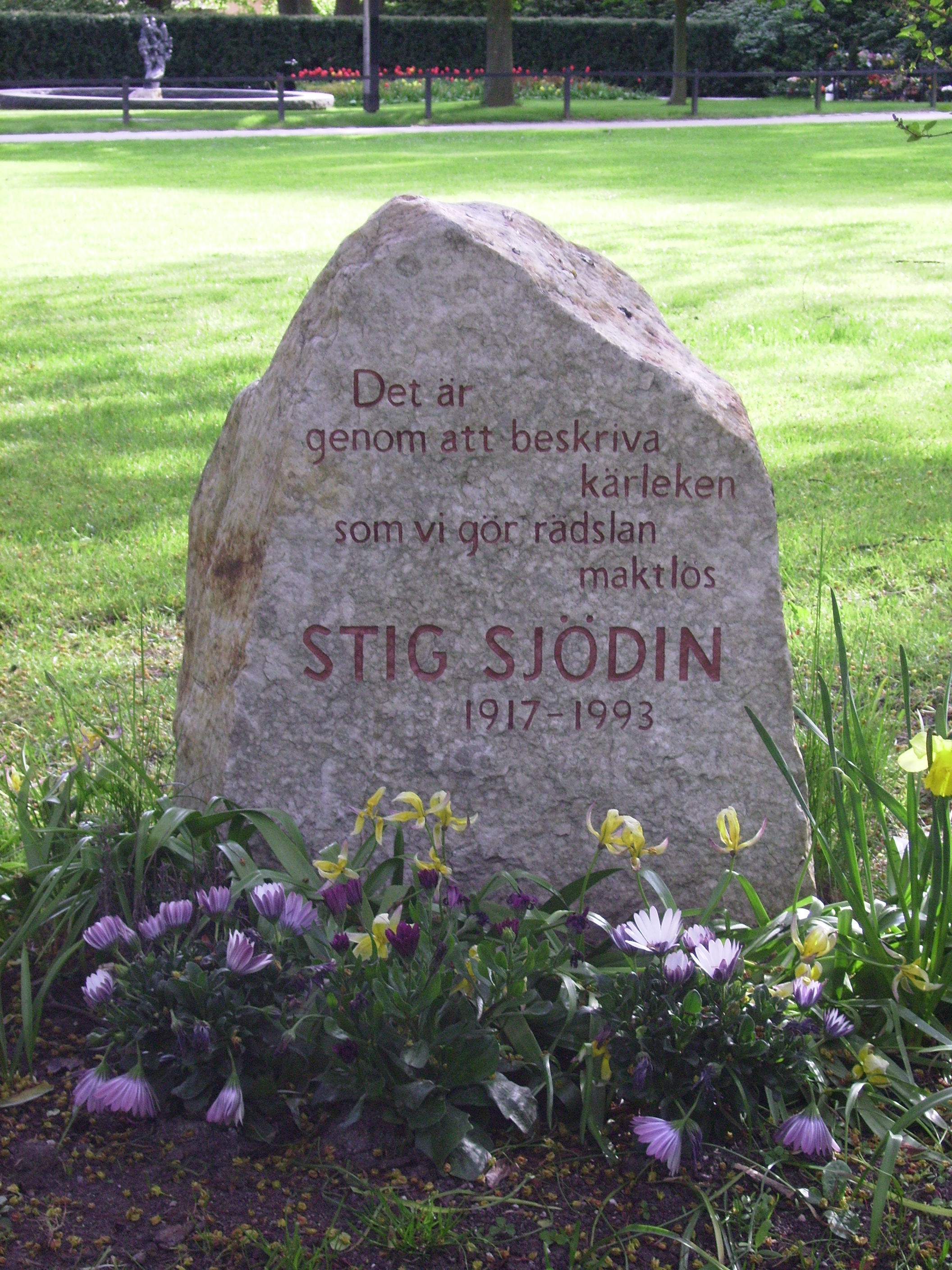
Stig Sjödins gravvård, Katarina kyrkogård.

Stig Abraham Sjödin, född 7 oktober 1917 i Högbo i Gävleborgs län, död 24 april 1993 i Stockholm, var en svensk poet och författare. 

## Biografi
Sjödin arbetade vid Sandvikens Jernverk i tio år. Han studerade vid Sigtuna och  Brunnsviks folkhögskolor. Senare var han journalist i Folket i Bild och Aftontidningen De intryck han fick vid Sandvikens järnverk kom att bilda underlag för hans diktning. Han brukar räknas in bland arbetarförfattarna. Han ligger begravd på Katarina kyrkogård och ett Stig Sjödinpris har instiftats till hans minne.

## Priser och utmärkelser
- 1949 – ABF:s litteraturpris
- 1950 – Tidningen Vi:s litteraturpris
- 1957 – Stig Carlson-priset
- 1960 – Boklotteriets stipendiat
- 1964 – Tidningen Vi:s litteraturpris
- 1971 – Östersunds-Postens litteraturpris
- 1972 – Bellmanpriset
- 1972 – Carl Emil Englund-priset för Klarspråk
- 1985 – Dan Andersson-priset
- 1989 – Hedenvind-plaketten
- 1991 – Ferlinpriset